# سیارک ۶۲۴۵
سیارک ۶۲۴۵ (به انگلیسی: 6245 Ikufumi، نامگذاری:1990SO4) شش هزار و دویست و چهل و پنجمین سیارک کشف شده‌است که در ۲۷ سپتامبر ۱۹۹۰ کشف شد.
قدر مطلق سیارک برابر ۱۲٫۴۰ است.